# Нови Сонч
Нови Сонч (пољ. Nowy Sącz) је град у Пољској у Војводству Малопољском у Повјату новосончанском. Према попису становништва из 2011. у граду је живело 84.290 становника.

## Становништво
Према прелиминарним подацима са пописа, у граду је 2011. живело 84.290 становника.
| 2002.  | 2011.  | 2012.  |
| ------ | ------ | ------ |
| 84.477 | 84.290 | 84.129 |

## Партнерски градови
- Нетанја
- Врање
- Габрово
- Елблаг
- Нарвик
- Прешов
- Шверте
- Стара Љубовња
- Стриј
- Тракај
- Тарнов
- Кишкунхалаш
- Маса
- Суџоу